# Pelophila rudis
Pelophila rudis är en skalbaggsart som beskrevs av Leconte 1863. Pelophila rudis ingår i släktet Pelophila och familjen jordlöpare. Inga underarter finns listade i Catalogue of Life.